# Doduco
DODUCO ist ein Hersteller von elektrischen Kontakten mit Sitz in Pforzheim. Zu den Produkten gehören Kontaktwerkstoffe und Halbzeuge, Präzisionskontaktteile, elektromechanische Baugruppen sowie die dazu benötigten Werkzeuge. Weitere Schwerpunkte sind die Herstellung von Produkten für die Galvanotechnik, die Beschichtung mit Edelmetallen sowie die Edelmetallrückgewinnung. Die Kunden des Unternehmens sind in der Elektro-, Elektronik- und Automobilindustrie angesiedelt. DODUCO ist Mitglied im Bundesverband Schmuck, Uhren, Silberwaren und verwandte Industrien.
DODUCO gibt das Datenbuch für elektrische Kontakte heraus.

## Geschichte

Historisches Logo

Das Unternehmen wurde 1922 von Eugen Dürrwächter (1897–1980) gegründet. Der Firmengründer begann mit einer Edelmetallscheiderei zur Rückgewinnung von Gold und Silber für die Schmuckindustrie in Pforzheim. 1930 errichtete er eine Fabrik in Pforzheim für die Herstellung von Kontaktwerkstoffen, -halbzeugen und Kontaktteilen. Seit 1941 ist DODUCO auch am Standort Sinsheim vertreten und seit 1976 mit einem Werk in Madrid. 1971 erwarb die Unternehmensgruppe des Fürstenhauses Thurn & Taxis die Mehrheit. Am 31. August 1996 wurde nach vorangegangenem Vergleichsantrag der Anschlusskonkurs durch das Amtsgericht Pforzheim eröffnet. Zum Konkursverwalter wurde Jobst Wellensiek bestellt. Der Geschäftsbetrieb wurde fortgeführt. 1996 übernahm die Technitrol-Gruppe das Pforzheimer Traditionsunternehmen DODUCO. Technitrol vereinigte das deutsche Unternehmen mit der seit 1968 zu Technitrol gehörenden Firma AMI in Nordamerika in seinem international operierenden Unternehmensbereich „Elektrische Kontakte“. Dieser neue Unternehmensbereich von Technitrol operiert seit 1998 unter einem weltweit gemeinsamen Namen AMI DODUCO. Im Juli 1998 hat AMI DODUCO die mexikanische Firma Metales y Contactos, S.A. übernommen. Im November 1999 wurde die Firma Tianjin Electrical Metal Works in China erworben. Im September 2010 übernahm die Investorengruppe Tinicum Capital Partners II aus New York und JP Asia Partners aus Singapur AMI DODUCO's Niederlassungen in Europa und Asien. Das Unternehmen firmiert nun wieder unter dem traditionellen Namen DODUCO. Im ersten Halbjahr 2020 schloss die IG Metall mit DODUCO einen Sanierungs- und Standortsicherungstarifvertrag mit Beschäftigungssicherung ab, der zum 31. Dezember 2022 endete. Im Juni 2020 übernahm Saxonia Edelmetalle DODUCO.

## Wirtschaftsdaten

### Unternehmensgruppe
- Hauptsitz: Pforzheim, Deutschland
- Umsatz 2019: 205,9 Mio. €
- Mitarbeiter: 1.030 weltweit
- Geschäftsführer: Andreas Koffler, Rudi Hartmann

### Standorte
DODUCO Deutschland:
- Standorte: Pforzheim und Sinsheim
- Umsatz 2019: 124,2 Mio. €
- Mitarbeiter: ca. 664

DODUCO Spanien:
- Standort: Pozuelo des Alarcón (Madrid)
- Umsatz 2019: 29,7 Mio. €
- Mitarbeiter: ca. 103

DODUCO China:
- Standort: Tianjin
- Umsatz 2019: 26,0 Mio. €
- Mitarbeiter: ca. 157

## Produkte
Die Produktpalette umfasst verschiedene Produkte in den folgenden Bereichen:
- Kontaktwerkstoffe und Halbzeuge
- Präzisionskontaktteile
- Aluminium/Kupfer Hybrid-Verbund
- Elektromechanische Baugruppen
- Bauteile für die Hoch- und Mittelspannungsschalttechnik (z. B. Hochspannungsschalter)
- Galvanische Beschichtungen und Galvanikprodukte
- Edelmetallrecycling
- Anlagebarren aus Silber[5]

## Auszeichnungen
- Silberbarren-Hersteller des Jahres 2013[6]
- 1A-Ausbildungsbetrieb der IHK Nordschwarzwald[7]